# Muhammad Loutfi Goumah

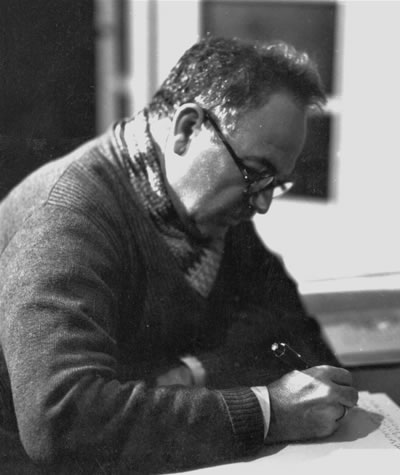
Loutfi Goumah.

Mohammed Loutfi Goumah, född 18 januari 1886 i Alexandria, Egypten, död 15 juni 1953 i Kairo, var en egyptisk patriot, politiker, essäist, journalist, författare och advokat.
Efter att Goumah hade slutat studera lagen, var han en av de mest kända advokaterna och tjänstemännen från Egypten. Goumah var medlem av den ansedda arabiska Academy i Damaskus, och han talade flytande arabiska, engelska, franska och italienska. Goumah hade även en djupgående kunskap om hieroglyfer och latin. Goumah har skrivit tusentals artiklar i ett dussin olika egyptiska tidskrifter och tidningar, och dessa artiklar täcker många aspekter av egyptiska livet och samhället vid denna tid, allt från ekonomi, internationell politik, politisk filosofi, litteratur, litteraturkritik och sufism.
Goumah var även politiskt aktiv och bildade flera studentgrupper, skrev tal och upprätthöll kontakten med flera kända politiska personer i Europa som var kända för deras stöd och sympati för den egyptiska kampen mot den brittiska ockupationen. Goumah deltog de tre konferenserna som hölls i Genève 1909, Bryssel 1910 samt Paris 1911. Goumah dog i Kairo av komplikationer efter en omfattande hjärtinfarkt den 15 juni 1953, när han var 67 år.